# عاصمة الثقافة العربية (القدس)
تم اختيار مدينة القدس عاصمة فلسطين لتكون عاصمة الثقافة العربية لسنة 2009 في اجتماع وزراء الثقافة العرب في مسقط عام 2006، بدل بغداد التي أعتذرت بسبب الأوضاع السياسية لها[بحاجة لمصدر]، فطلب الوفد الفلسطيني اعتبار القدس عاصمة الثقافة العربية 2009 على أن يتم تقاسم تنفيذ هذا المشروع مع العواصم العربية.
وبالفعل تمت الموافقة على اعتمادها عاصمة الثقافة العربية 2009، وصدر القرار مرفق «على أن يتم تقاسم تنفيذ المشروع بالعواصم العربية»[بحاجة لمصدر].

## الانطلاقة
كانت الانطلافة يوم 21 مارس 2009 بعد أن تأجلت بسبب مجزرة غزة، حيث نظم احتفال كبير في بيت لحم، تضمن اشعال شعلة الاحتفالية وكلمة الرئيس محمود عباس.

## وفود مشاركة في حفل الافتتاح
وكان قد وصل إلى فلسطين وفود عربية ممثلة بوزراء ثقافة عرب وكتاب وصحفيين في يوم 20 مارس 2009، حيث قام باستقبالهم في مدينة اريحا، إسماعيل التلاوي الأمين العام للجنة الوطنية للتربية والثقافة والعلوم ورئيس لجنة التنسيق الفلسطينية العربية لإحتفالية القدس عاصمة الثقافة العربية 2009 والشاعر الفلسطيني عبد السلام العطاري، ومجموعة من الصحافيين والكتاب الفنانين، وكان جزء من الوفود قد وصلو إلى مدينة بيت لحم، وقامو بالمشاركة في الانطلاقة، ونظم لهم برنامج لزيارة فلسطين والمناطق الأثرية والثقافية الإسلامية والمسيحية.

## القدس عاصمة الثقافة العربية في غزة
قامت حكومة حماس المقالة بإطلاق الاحتفال بالقدس عاصمة الثقافة العربية في مدينة غزة قبل أنطلاق الاحتفالات في الضفة الغربية وبدون أي تنسيق.

## الفعاليات
تم تنفيذ مشاريع وافتتاح فعاليات عدة على مدار السنة رغم جميع التحديات والصعوبات المادية والمعنوية التي كانت تواجه اللجنة الوطنية العليا والمجلس الإداري لإحتفالية القدس، ولمدينة القدس نفسها، من الاحتلال الإسرائيلي وعدم تطبيق الدول العربية لوعودهم المادية والداعمة لإحتفالية القدس.
كما أحيت الفرقة العربية للأناشيد الوطنية حفلا إنشاديا على المسرح الوطني في قطر تضامنا مع القدس من الموقع الرسمي للقدس عاصمة الثقافة العربية

## المجلس الإداري
بتاريخ 15 /10/2007 تم تشكيل المجلس الإداري لاحتفالية القدس عاصمة الثقافة العربية 2009 برئاسة الدكتور رفيق الحسيني ومن السادة التالية اسماءهم:
1- رفيق الحسيني - رئيس المجلس الإداري
2- إسماعيل التلاوي - اللجنة الوطنية للتربية والثقافة والعلوم
3- ايمان الحموري - مركز الفن الشعبي
4- أحمد الرويضي - محامي مكتب الرئيس
5- باسم المصري - مدير المكتب التنفيذي
6- باسم أبو سمية - تلفزيون فلسطين
7- جمال غوشة - المسرح الوطني الفلسطيني - الحكواتي
8- جميل عثمان ناصر - ناشط فلسطيني
9- حاتم عبد القادر - ناشط فلسطيني
10- رانيه آلياس - يبوس للإنتاج الفني
11- سامي أبو دية - فندق الامبسادور
12- سعاد العامري - مؤسسة رواق
13- عبد الرحمن أبو عرفه - الملتقى الفكري العربي
14- عدنان الحسيني - ناشط فلسطيني
15- محمد اشتية - رئيس المجلس الاقتصادي الفلسطيني للتنمية والإعمار (بكدار)
16- مهدي عبد الهادي - الأكاديمية الفلسطينية للشؤون الدولية
17- يحيى يخلف - كاتب فلسطيني

## مواقع خارجية
- الموقع الرسمي للقدس عاصمة الثقافة العربية